# یواس‌اس دیوید دبلیو تیلور (دی‌دی-۵۵۱)
یواس‌اس دیوید دبلیو تیلور (دی‌دی-۵۵۱) (به انگلیسی: USS David W. Taylor (DD-551)) یک کشتی بود که طول آن ۳۷۶ فوت ۶ اینچ (۱۱۴٫۷۶ متر) بود. این کشتی در سال ۱۹۴۲ ساخته شد.